# Victor Igbonefo
Victor Chukwuekezie Igbonefo (* 10. října 1985, Nigérie) je nigerijsko-indonéský fotbalový obránce a reprezentant Indonésie, od roku 2016 hráč thajského klubu Navy FC.

## Klubová kariéra
- First Bank FC 2003–2004
- Persipura Jayapura 2005–2011
- Pelita Jaya 2011–2012
- →  Chiangrai United FC (hostování) 2012[2]
- Arema Malang 2012–2015
- →  Osotspa Samut Prakan FC (hostování) 2015
- Navy FC 2016–

## Reprezentační kariéra
V A-mužstvu Indonésie debutoval v roce 2013.